# Mansourasaurus

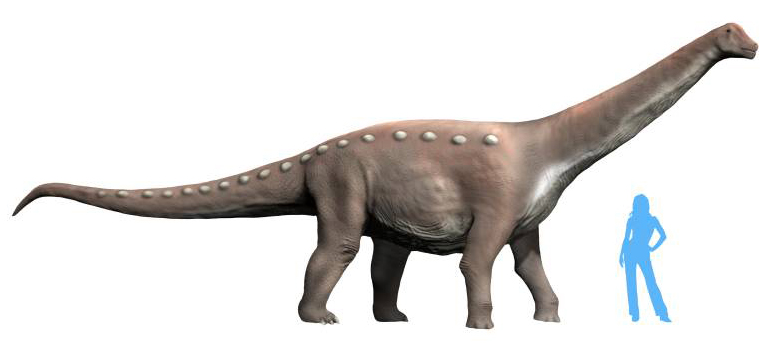
Mansourasaurus shahinae

Mansourasaurus shahinae is een plantenetende sauropode dinosauriër, behorend tot de Titanosauriformes, die tijdens het late Krijt leefde in het gebied van het huidige Egypte.

## Vondst en naamgeving
Hesjam Sallam, een onderzoeker van de Universiteit van Mansoera, vond samen met een team studenten een skelet van een sauropode in de Dachlaoase. In 2016 werd gemeld dat in het ruimere gebied een dertigtal dinosaurische specimina was gevonden, ten dele van titanosaurische sauropoden, waaronder materiaal van de staart en achterpoten.
In 2018 werd de typesoort Mansourasaurus shahinae benoemd en beschreven door Hesham M. Sallam, Eric Gorscak, Patrick M. O'Connor, Iman A. El-Dawoudi, Sanaa El-Sayed, Sara Saber, Mahmoud A. Kora, Joseph J.W. Sertich, Erik R. Seiffert en Matthew C. Lamanna. De geslachtsnaam verwijst naar de Mansoura-universiteit. De soortaanduiding eert Mona Shahin die medeoprichter was van het Mansoura University Vertebrate Paleontology Center.
Het holotype, MUVP 200, is gevonden in een laag van de Quseirformatie die dateert uit het late Campanien, drieënzeventig miljoen jaar oud. Het bestaat uit een gedeeltelijk skelet met schedel en onderkaken. Bewaard zijn gebleven: een stuk van het schedeldak, een onderste hersenpan, de dentaria, drie halswervels, twee ruggenwervels, acht ribben, een rechterborstbeen, een rechterschouderblad, een rechterravenbeksbeen, beide opperarmbeenderen, een spaakbeen, een derde middenhandsbeen, drie middenvoetsbeenderen en vermoedelijke stukken van osteodermen. Het skelet lag niet in verband en is verspreid over een oppervlakte van drie bij vier meter opgegraven. De kwaliteit van de botten is laag. Het betreft vermoedelijk een onvolgroeid dier. Specimen MUVP 201, een sauropode ellepijp twintig meter van het skelet gevonden, is niet aan de soort toegewezen. Het bot is iets groter dan voor een individu ter grootte van het holotype verwacht zou worden en een verband kan niet bewezen worden.

## Beschrijving

### Grootte en onderscheidende kenmerken
Het holotype heeft een geschatte lichaamslengte van tussen de acht en tien meter wat wijst op een gewicht van rond de vijf ton. De volwassen lengte is onbekend.
De beschrijvers wisten enkele onderscheidende kenmerken vast te stellen. Het dentarium van de onderkaak draagt tien tanden. Waar de dentaria elkaar raken, bezitten de onderkaken een gezamenlijke "kin" die een derde van de hoogte van het vooreinde beslaat. De horizontale groeve in de binnenste zijkant van het dentarium, de fossa Meckeliana, is overwegend naar onderen geopend. De voorste middelste halswervels worden in de achterzijde van de zijkant doorboord door een foramen. Bij minstens één voorste middelste halswervel is de horizontale lengte van de parapofyse, het uitsteeksel voor de onderste ribkop, gelijk aan die van het wervellichaam als geheel. Bij sommige voorste halswervels wordt het beenweb tussen de ribkoppen doorboord door een foramen. De onderkant van het spaakbeen is viermaal breder overdwars dan van voor naar achter.

### Skelet
De bewaarde stukken schedeldak en hersenpan zijn zwaar beschadigd en tonen weinig detail. De onderkaken hebben samen een fraaie paraboolvorm, niet een abrupt L-vormig profiel. De voorkant van de onderkaken staat in zijaanzicht haaks op de as van de takken. Het aantal van tien tanden per onderkaak is uniek laag voor de titanosauriërs. De tanden zelf zijn niet bewaard gebleven.
De nek is niet extreem verlengd. De halswervels hebben relatief hoge doornuitsteeksels en wervelbogen. Ze zijn gepneumatiseerd met vele luchtkamers.
Het schouderblad heeft een grote processus acromialis. De binnenzijde heeft een uitholling, aan de onderkant begrensd door een richel. Aan de voorrand van de binnenzijde bevindt zich bovenaan een bult. Het schouderblad levert een grotere bijdrage dan het ravenbeksbeen aan het schoudergewricht. Het ravenbeksbeen heeft onder het schoudergewricht geen zeer goed ontwikkelde beenlip. Het is ook hoger dan horizontaal lang. Het foramen coracoideum doorboort het ravenbeksbeen aan de beennaad met het schouderblad.
Het opperarmbeen heeft een lengte van tweeënzestig centimeter. Bij het opperarmbeen strekt bovenaan de deltopectorale kam zich uit tot de helft van de schachtlengte. Het spaakbeen is ruim achtendertig centimeter lang. De voorpoot is daarmee niet bijzonder lang en de rug moet min of meer horizontaal hebben gelopen. Dat de onderzijde van het spaakbeen overdwars viermaal breder is dan van voor naar achter lang, is erg uitzonderlijk: bij verwanten is het hoogstens tweemaal breder. Het onderste gewrichtsvlak ervan is onder een hoek van 20° met het horizontale vlak afgeschuind, net als bij de Saltasauridae. Bij het derde middenvoetsbeen is het bovenvlak eirond in profiel, net als bij Notocolossus.

### Osteodermen
Tussen de beenderen bevinden zich ook stukken bot met een langwerpige vorm en een verweefde structuur. Het zouden fragmenten van de osteodermen zijn, beenschubben die titanosauriërs ter bescherming evenwijdig aan de wervelkolom hebben liggen.

## Fylogenie
Mansourasaurus is in 2018 in de Titanosauria geplaatst, in een vrij afgeleide positie als zustersoort van Lohuecotitan. Hij zou behoren tot een Afro-Eurazische klade waarin zich ook Ampelosaurus, Lirainosaurus, Nemegtosaurus, Opisthocoelicaudia en Paludititan bevinden. Mansourasaurus is de meest compleet bekende sauropode die na het Cenomanien uit het Opper-Krijt van continentaal Afrika — dus afgezien van Madagaskar — bekend is. Zijn verwantschappen wijzen erop dat de fauna van dit continent in die tijd wel eens veel minder geïsoleerd zou kunnen zijn geweest dan eerder gedacht werd. De voorouders van Mansourasaurus zouden Afrika van Europa uit bereikt hebben.